# Dyfed
|  | Per a altres significats, vegeu «regne de Dyfed». |

Dyfed o Demetia era un dels antics regnes de Gal·les abans de la conquesta normanda, al voltant de Pembrokeshire (Penfro). El 1974 es va constituir un nou comtat, en virtut de la Local Act del 1972 amb els antics comtats de Cardigan, Carmarthen i Pembrokeshire. Tenia 5.763 km² i 348.000 habitants, i la capital era Carmarthen. Es dividia en sis districtes:
- Caerfyrdyn
- Ceredigion
- Dinefwr
- Llanelli
- Preseli
- South Pembrokeshire

La Local Government (Wales) Act 1994 abolí l'antiga divisió administrativa i el 1996 foren restablerts els antics comtats de Ceredigion, Sir Gaerfyrddin i Sir Benfro. Dyfed subsistí per a algunes escasses funcions administratives.

## Situació del gal·lès
Segons el cens del 1992 hi havia a Dyfed 144.998 parlants del gal·lès (43,7%), i per districtes hi havia a Caerfyrddin (58%), Ceredigion (59,1%, però era del 93% el 1901), Dinefwr (66,5%), Llanelli (46,5%), Preseli (24,4%), Grymych (68,8%), Manorbur (4,6%) i South Penfro (8,2%). Segons el cens del 2001 hi havia 89,213 parlants (54,3%) a Carmarthenshire, 36,026 (52,5%) a Ceredigion i 19,759 (18,4%) a Pembrokeshire.

## Història
Al segle x Hywel Dda va unir Dyfed i el regne veí de Seisyllwg sota el seu reialme. El nou regne fou conegut com a Deheubarth i cobria una àrea corresponent aproximadament a l'actual Dyfed.